# Ферендія
Ферендія (рум. Ferendia) — село у повіті Тіміш в Румунії. Входить до складу комуни Жаму-Маре.
Село розташоване на відстані 375 км на захід від Бухареста, 53 км на південний схід від Тімішоари.

## Населення
За даними перепису населення 2002 року у селі проживали 510 осіб.
Національний склад населення села:
| Національність | Кількість осіб | Відсоток |
| -------------- | -------------- | -------- |
| румуни         | 479            | 93,9%    |
| угорці         | 25             | 4,9%     |

Рідною мовою назвали:
| Мова      | Кількість осіб | Відсоток |
| --------- | -------------- | -------- |
| румунська | 479            | 93,9%    |
| угорська  | 25             | 4,9%     |